# Suffragette City
Singles de David Bowie
Stay
(juillet 1976) Sound and Vision
(février 1977)
Pistes de The Rise and Fall of Ziggy Stardust and the Spiders from Mars
Ziggy Stardust Rock 'n' Roll Suicide
Suffragette City est une chanson de David Bowie parue en 1972 sur l'album The Rise and Fall of Ziggy Stardust and the Spiders from Mars.
Elle est également éditée en single en 1976 pour promouvoir la compilation ChangesOneBowie.

## Histoire

### Enregistrement
Suffragette City est enregistrée le 4 février 1972 aux studios Trident de Londres, pendant les séances pour l'album The Rise and Fall of Ziggy Stardust and the Spiders from Mars. Bowie est accompagné de son groupe, les Spiders from Mars, constitué de Mick Ronson à la guitare, au piano et au synthétiseur, Trevor Bolder à la basse et Mick Woodmansey à la batterie, lors de cette séance qu'il coproduit avec Ken Scott. Les chansons Starman et Rock 'n' Roll Suicide sont enregistrées le même jour.

### Parution et accueil
Suffragette City est éditée pour la première fois en face B de Starman, qui est éditée en single le 14 avril 1972. Deux mois plus tard, le 16 juin, sort l'album The Rise and Fall of Ziggy Stardust and the Spiders from Mars, sur lequel Suffragette City figure en avant-dernière position sur la deuxième face, entre Ziggy Stardust et Rock 'n' Roll Suicide.
En juillet 1976, RCA publie un 45 tours reprenant Suffragette City en face A et Stay, une chanson tirée de l'album de 1976 Station to Station, en face B. Ce single, qui vise à promouvoir la compilation ChangesOneBowie, n'entre pas dans le classement des meilleures ventes au Royaume-Uni.

### Postérité
Suffragette City fait partie du répertoire scénique de Bowie lors des tournées Ziggy Stardust Tour (1972-1973), Diamond Dogs Tour (1974), Isolar Tour (1976), Isolar II Tour (1978), Sound + Vision Tour (1990) et A Reality Tour (2003-2004). Une version enregistrée pour la BBC en 1972 a paru en 2000 sur l'album Bowie at the Beeb.
Cette chanson a été reprise par de nombreux artistes, parmi lesquels :
- Frankie Goes to Hollywood en face B du single Rage Hard (en) en 1986 ;
- Steve Jones sur l'album Fire and Gasoline en 1989 ;
- Andy Taylor en face B du single Stone Cold Sober en 1990 ;
- L.A. Guns sur l'EP Cuts (en) en 1992 ;
- Red Hot Chili Peppers en face B de l'édition limitée du single Aeroplane en 1996 ;
- The Spiders from Mars avec Joe Elliott sur l'album The Mick Ronson Memorial Concert en 1997 ;
- Boy George sur l'album The Unrecoupable One Man Bandit (en) en 1999 ;
- Seu Jorge en portugais sur la bande originale du film La Vie aquatique en 2004 ;
- Poison sur l'album de reprises Poison'd! (en) en 2007 ;
- Camille O'Sullivan sur l'album Live at the Olympia en 2008.

## Caractéristiques musicales
Suffragette City est une chanson au tempo rapide, marqué par une partie de piano à la Little Richard et des guitares énergiques. Elle est la première chanson de Bowie où apparaît un synthétiseur ARP, joué par Mick Ronson, qui permet au chanteur d'obtenir le son de saxophone qu'il désire, trop puissant pour être produit avec le véritable instrument.
Les paroles font allusion au film Orange mécanique en utilisant le mot nadsat droogie, tandis que l'exclamation « Wham bam, thank you ma'am! », allusion à l'acte sexuel, provient d'une piste de l'album Oh Yeah de Charles Mingus.

## Fiche technique

### Chansons
Toutes les chansons sont écrites et composées par David Bowie.
| 1. | Suffragette City | 3:25 |
| 2. | Stay             | 6:08 |

### Interprètes et équipe de production
- David Bowie : chant, guitare, saxophone, production
- Mick Ronson : guitare, piano, synthétiseur ARP, chœurs
- Trevor Bolder : basse
- Mick Woodmansey : batterie
- Ken Scott : production[1]